# 1. československá fotbalová liga 1992/1993
1. fotbalovou ligu v sezoně 1992/1993 vyhrála Sparta Praha. Toto byla poslední sezona československé fotbalové ligy. Do tohoto ročníku postoupily FC Nitra a FC Boby Brno. Nejlepším střelcem této sezony se stal Peter Dubovský ze Slovanu Bratislava, který vstřelil 24 branek.
V této fotbalové sezóně poprvé a naposledy nejlepší střelec soutěže obdržel nový vůz Ford Mondeo od sponzora tabulky ligových střelců, v sezoně 1992/1993, společnosti Ford 3H spol. s r. o.. 
Klíčky od vystaveného vozu si převzal Peter Dubovský hned po skončení utkání Vítkovice - Slovan Bratislava (2:2) z rukou zástupce firmy pana Romana Sahuly.

## Tabulka ligy
| Poř. | Tým                           | Z  | V  | R  | P  | VG | OG | B  |
| ---- | ----------------------------- | -- | -- | -- | -- | -- | -- | -- |
| 1.   | AC Sparta Praha               | 30 | 23 | 2  | 5  | 66 | 24 | 48 |
| 2.   | SK Slavia Praha               | 30 | 18 | 7  | 5  | 70 | 28 | 43 |
| 3.   | ŠK Slovan Bratislava          | 30 | 19 | 4  | 7  | 61 | 31 | 42 |
| 4.   | TJ DAC Dunajská Streda        | 30 | 16 | 5  | 9  | 46 | 36 | 37 |
| 5.   | SK Sigma Olomouc MŽ           | 30 | 14 | 7  | 9  | 44 | 38 | 35 |
| 6.   | FC Baník Ostrava              | 30 | 10 | 11 | 9  | 47 | 38 | 31 |
| 7.   | AŠK Inter Slovnaft Bratislava | 30 | 14 | 3  | 13 | 46 | 42 | 31 |
| 8.   | FC Boby Brno                  | 30 | 13 | 5  | 12 | 40 | 51 | 31 |
| 9.   | SKP Spartak Hradec Králové    | 30 | 10 | 7  | 13 | 32 | 36 | 27 |
| 10.  | SSK Vítkovice                 | 30 | 9  | 9  | 12 | 30 | 44 | 27 |
| 11.  | FC Tatran Prešov              | 30 | 9  | 8  | 13 | 42 | 40 | 26 |
| 12.  | FC Nitra                      | 30 | 6  | 13 | 11 | 27 | 38 | 25 |
| 13.  | SK České Budějovice JČE       | 30 | 9  | 5  | 16 | 36 | 39 | 23 |
| 14.  | FC Dukla Praha                | 30 | 7  | 5  | 18 | 38 | 74 | 19 |
| 15.  | TJ Bohemians Praha            | 30 | 5  | 9  | 16 | 23 | 53 | 19 |
| 16.  | TJ Spartak Trnava             | 30 | 3  | 10 | 17 | 24 | 60 | 16 |

|  | Přesun do prvního ročníku slovenské nejvyšší soutěže |

## Soupisky mužstev

### AC Sparta Praha
Petr Kouba (30/0/12) -
Michal Bílek (28/5),
Viktor Dvirnyk (25/6),
Martin Frýdek (26/4),
Michal Horňák (16/0),
Jozef Chovanec (30/3),
Jozef Kožlej (13/3),
Lumír Mistr (28/8),
Pavel Nedvěd (18/0),
Jiří Němec (27/3),
Jiří Novotný (26/5),
Horst Siegl (28/14),
Jan Sopko (13/1),
Zdeněk Svoboda (11/1),
Marek Trval (6/0),
Roman Vonášek (28/4),
Tomáš Votava (1/0),
Petr Vrabec (26/8),
Vladimír Weiss (4/1) –
trenéři Dušan Uhrin a Karol Dobiaš, asistenti Vladimír Borovička a Luděk Zajíc

### SK Slavia Praha
Zdeněk Jánoš (29/0/14),
Stanislav Vahala (2/0/0) -
Radek Bejbl (23/1),
Patrik Berger (29/10),
Dragiša Binić (7/3),
Michal Hipp (12/0),
Josef Jinoch (1/0),
Bartolomej Juraško (14/1),
Pavel Kuka (30/23),
Jiří Lerch (29/0),
Radim Nečas (30/4),
Jiří Novák (7/0),
Martin Pěnička (29/1),
Michal Petrouš (11/0),
Karol Praženica (16/0),
Štefan Rusnák (15/3),
Jan Suchopárek (28/9),
Jaroslav Šilhavý (21/1),
Vladimír Šmicer (21/8),
Vladimir Tatarčuk (21/5) –
trenéři Vlastimil Petržela (do 7. kola), Jozef Jarabinský (od 8. kola), asistent Josef Pešice

### ŠK Slovan Bratislava
Juraj Kakaš (2/0/0),
Alexander Vencel (29/0/9) −
Stanislav Cchovrebov (10/1),
Peter Dubovský (29/24),
Miloš Glonek (11/1),
Pavol Gostič (27/6),
Youssef Haraoui (9/0),
Zsolt Hornyák (6/0),
Miroslav Chvíla (11/1),
Erik Chytil (10/1),
Jozef Juriga (19/1),
Vladimír Kinder (29/5),
Boris Kitka (15/0),
František Klinovský (26/5),
Ondrej Krištofík (27/2),
Štefan Maixner (19/7),
Stanislav Moravec (7/0),
Ladislav Pecko (16/2),
Milan Strelec (5/0),
Tomáš Stúpala (26/0),
Jaroslav Timko (26/5),
Dušan Tittel (12/0),
Marián Zeman (16/0) –
trenér Dušan Galis, asistent Jozef Valovič

### TJ DAC Dunajská Streda
Miroslav Mentel (28/0/8),
Peter Šanta (4/0/0) -
Miroslav Baček (7/0),
Tibor Czajlik (1/0),
Pavol Diňa (30/13),
Árpád Gögh (11/1),
Zsolt Herberger (1/0),
Tibor Jančula (25/7),
Petr Kašpar (22/0),
Stanislav Lieskovský (18/0),
Imrich Miklós (1/0),
Marek Mikuš (17/1),
Juraj Mintál (20/0),
Rostislav Prokop (28/1),
Mikuláš Radványi (26/8),
Vladimír Siago (27/0),
Igor Súkenník (25/3),
Július Šimon (27/9),
Miloš Tomáš (29/1),
Alexander Végh (7/0),
Tibor Zsákovics (30/1) –
trenér Dušan Radolský, asistenti Ladislav Kalmár (celou sezonu) a Ján Hodúr (od 15. kola)

### SK Sigma Olomouc
Luboš Přibyl (22/0/9),
Martin Vaniak (8/0/3) -
Jiří Balcárek (6/0),
Jiří Barbořík (26/1),
Robert Fiala (19/1),
Michal Gottwald (5/0),
Alois Grussmann (12/3),
Martin Guzik (21/2),
Roman Hanus (26/6),
Jiří Kabyl (3/0),
Milan Kerbr (20/6),
Petr Kirschbaum (9/3),
Martin Kotůlek (28/2),
Michal Kovář (28/0),
Radoslav Látal (27/2),
Ivo Lošťák (5/0),
Tomáš Machala (8/1),
Jan Maroši (27/8),
Valerij Masalitin (2/0),
Roman Pivarník (27/2),
Miloš Slabý (21/1),
Radek Šindelář (2/0),
Jiří Vaďura (27/4),
Ľubomír Vnuk (5/0) –
trenér Karel Brückner, asistent Dan Matuška

### FC Baník Ostrava
Tomáš Bernady (14/0/4),
Ivo Schmucker (16/0/5) -
Jiří Bartl (9/0),
Jiří Časko (26/5),
Martin Čížek (8/0),
Peter Drozd (19/1),
Tomáš Galásek (30/1),
Alois Grussmann (4/0),
Aleš Hellebrand (1/0),
Richard Hrotek (1/0),
Viliam Hýravý (26/5),
Radomír Chýlek (5/1),
Igor Klejch (26/4),
Roman Klimeš (16/1),
Pavel Kubánek (1/0),
Pavel Kubeš (7/0),
Jan Palinek (4/1),
Marek Poštulka (29/16),
Lubomír Průdek (1/0),
Tomáš Řepka (19/0),
Jaroslav Schindler (12/0),
Dalibor Slezák (9/2),
Radek Slončík (12/2),
Ivo Staš (12/2),
Martin Svědík (9/2),
Petr Škarabela (24/3),
Roman Šťástka (9/0),
Jiří Útrata (5/0),
Petr Veselý (25/1) –
trenéři Ivan Kopecký (do 12. kola), Jaroslav Janoš (13. – 15. kolo), Verner Lička (od 16. kola), asistenti Rostislav Vojáček (celou sezonu), Verner Lička (do 15. kola), Jaroslav Janoš (od 16. kola)

### FK Inter Bratislava
Karol Belaník (1/0/0),
Ladislav Molnár (30/0/7) -
Boris Dobašin (10/0),
Milan Forgáč (17/0),
Ľubomír Horochonič (1/0),
Milan Kolouch (11/0),
Marián Kopča (2/0),
Branislav Kubica (2/0),
Peter Lavrinčík (2/0),
Ľubomír Luhový (28/17),
Stanislav Moravec (13/1)
Peter Mráz (21/4),
Martin Obšitník (22/6),
Vladimír Prokop (20/0),
Rudolf Rehák (24/0),
Dušan Rupec (13/2),
Ivan Schulcz (23/0),
Karol Schulz (8/0),
Jozef Sluka (27/5),
Ján Solár (27/2),
Ján Stojka (24/5),
Ondrej Šmelko (24/0),
Ľuboš Tomko (28/2),
Vladimír Weiss (4/0) –
trenér Jozef Adamec, asistent Ladislav Petráš

### FC Boby Brno
Radek Rabušic (13/0/1),
René Twardzik (18/0/3),
Radim Vlasák (1/0/0) -
Marcel Cupák (1/0),
Pavel Holomek (15/2),
František Chovanec II (25/0),
Jan Janošťák (23/5),
Ihor Jurčenko (10/0),
Mykola Jurčenko (9/0),
Róbert Kafka (11/1),
Pavel Kobylka (19/0),
Petr Kocman (24/0),
Petr Křivánek (12/2),
Miloslav Kufa (20/0),
Roman Kukleta (5/0),
Edvard Lasota (29/9),
Petr Maléř (28/2),
Jurij Smotryč (18/0),
Libor Soldán (27/4),
Zdeněk Svoboda (15/1),
Lambert Šmíd (13/1),
René Wagner (27/7),
Jiří Záleský (23/5) –
trenéři Karol Dobiaš (1. – 23. kolo), Josef Masopust (24. – 30. kolo), asistent Rostislav Václavíček

### SKP Spartak Hradec Králové
Luděk Jelínek (27/0/10),
Jaroslav Karel (4/0/2) -
David Breda (23/8),
Milan Duhan (27/4),
Jaroslav Dvořák (6/0),
Zdeněk Fric (4/0),
Milan Frýda (23/4),
Karel Havlíček (21/0),
Roman Janoušek (5/0),
Jiří Jeslínek (29/3),
Richard Jukl (13/2),
Vratislav Lokvenc (17/0),
Rostislav Macháček (21/2),
Petr Menčík (3/1),
Vladimír Mráz (27/0),
Zbyněk Ollender (18/0),
Bohuslav Pilný (25/2),
Milan Ptáček (24/0),
Michal Šmarda (25/1),
Karel Urbánek (29/2),
Jiří Valta (9/0),
Aleš Vaněček (5/1),
Jaroslav Vodička (1/0),
Robert Žák (1/0) –
trenér Ladislav Škorpil, asistenti Karel Krejčík (celou sezonu), Karel Stanner (od 16. kola)

### SSK Vítkovice
Radovan Krása (7/0/1),
Jan Laslop (16/0/7),
Pavol Švantner (8/0/1) -
Jan Baránek (29/8),
Miroslav Baranek (23/2)
Zdeněk Cieslar (20/0),
Milan Cudrák (3/0),
Tomáš Čapka (16/4),
Tomáš Dub (1/0),
Pavol Gabriš (2/0),
Miroslav Gajdůšek (1/0),
Alois Grussmann (8/0),
Pavel Harazim (26/0),
Marián Chlad (14/2),
Jiří Kabyl (13/3),
Roman Kaizar (8/0),
Aleš Kaluža (4/0),
Petr Kraut (24/1),
Branislav Kubica (10/0),
Zdeněk Menoušek (14/0),
Patrik Mičkal (2/0),
Miroslav Onufer (21/0),
Karel Orel (28/3),
Anton Petrovský (27/2),
Martin Plachta (15/1),
Patrik Siegl (2/0),
Marek Sokol (1/0),
Jan Stráněl (1/0),
Vladimír Sýkora (13/3),
Martin Šourek (3/0),
Kamil Štěpaník (9/0),
Marián Varga (4/0),
Alexandr Žitkov (7/1) –
trenér Jiří Dunaj, asistenti Vladimír Mokrohajský a Josef Kalus

### Tatran Prešov
Peter Jakubech (27/0/7),
Miroslav Vrábel (4/0/0) -
Ľubomír Bajtoš (28/5),
Petr Čmilanský (25/1),
Jozef Daňko (26/2),
Jozef Džubara (8/0),
Rastislav Gabák (1/0)
Rašid Gallakberov (21/1),
Peter Hluško (19/1),
Richard Höger (11/1),
Radoslav Kačala (2/0),
Jaroslav Kentoš (23/0),
Radovan Kocúrek (3/0),
Jozef Kožlej (15/4),
Igor Novák (3/0),
Norbert Oršulák (1/0),
Ľubomír Puhák (13/2),
Albert Rusnák (23/0),
Peter Serbin (7/2),
Marián Skalka (28/2)
Alojz Špak (10/4),
Štefan Tóth (6/0),
Marek Valenčin (7/0),
Viliam Vidumský (29/1),
Pavol Vytykač (19/5),
Vladislav Zvara (29/11) –
trenér Štefan Nadzam, asistenti Mikuláš Komanický (do 15. kola), Igor Novák (od 16. kola)

### FC Nitra
Ivan Ondruška (30/0/10) -
Jozef Antalovič (15/1),
Róbert Barborík (13/0),
Pavol Bartoš (5/0),
Jozef Blaho (14/0),
Marián Bochnovič (11/0),
Jaroslav Dekýš (30/2),
Igor Demo (10/1),
Andrej Filip (2/0),
Peter Gunda (27/7),
Michal Hipp (15/1),
Ivan Hucko (4/0),
Jaroslav Kostoláni (23/0),
Milan Lednický (26/5),
Jozef Majoroš (26/2),
Dušan Mášik (12/0),
Juraj Molnár (10/0),
Ľubomír Néma (3/0),
Ondrej Ondrovič (15/0),
Martin Prohászka (9/0),
Miroslav Sovič (30/1),
Róbert Tomaschek (24/2),
Juraj Vrábel (25/4) –
trenér Stanislav Jarábek, asistent Ján Rosinský

### SK Dynamo České Budějovice
Jaromír Blažek (29/0/7),
Karel Stromšík (1/0/0) -
Libor Fryč (22/3),
Ladislav Fujdiar (28/1),
Luboš Hrbek (6/0),
Petr Hruška (24/3),
Ihor Jakubovskyj (8/0),
Roman Kaizar (6/1),
Michal Káník (1/0),
Zdeněk Mikoláš (3/0),
Pavel Pěnička (30/2),
Karel Poborský (29/7),
Václav Pokorný (2/0),
Jiří Povišer (27/4),
Zdeněk Procházka (3/0),
Milan Přibyl (27/2),
Václav Rada (22/1),
Roman Sialini (19/0),
Radek Tejml (29/1),
Karel Vácha (25/8),
Ivan Valachovič (25/0),
Pavel Vandas (1/0),
Martin Wohlgemuth (8/0),
Robert Žák (12/2) –
trenéři Jindřich Dejmal a Pavel Tobiáš

### FC Dukla Praha
Martin Hřídel (3/0/0),
Josef Novák (8/0/0),
Pavel Steiner (4/0/0),
Pavol Švantner (15/0/2) -
Martin Barbarič (4/1),
Zdeněk Čurilla (20/2),
Aleš Foldyna (6/1),
Jiří Homola (11/1),
Petr Hudec (6/0),
Marián Chlad (9/0),
Martin Chuman (2/0),
Tomáš Janda (15/5),
Kamil Janšta (27/2),
Tomáš Kalán (5/0),
Aleš Kaluža (3/0),
Michal Káník (6/0),
Luděk Kokoška (5/0)
Jozef Kostelník (20/4),
Stanislav Krejčík (2/0),
Bronislav Křikava (6/0),
Marek Látal (8/0),
Peter Lavrinčík (7/0),
Jiří Ludvík (6/0),
Tomáš Mašek (5/0),
Ľubomír Mihok (22/0),
Josef Münzberger (9/1),
Josef Němec (27/4),
Miroslav Oršula (14/1),
Petr Podzemský (12/0),
Karel Rada (28/1),
Petr Rydval (4/0),
Jan Saidl (22/9),
Jaroslav Švach (9/1),
Tomáš Urban (6/0),
Pavel Vašíček (12/1),
Marek Vít (2/0),
Tomáš Votava (9/3),
Petr Vybíral (6/0) –
trenéři František Plass (do 15. kola), Jiří Fryš (od 16. kola), asistent Ivan Novák

### Bohemians Praha
Radek Cimbál (2/0/0),
Juraj Šimurka (28/0/7) -
Roman Bedlivý (4/0),
Marek Brajer (15/3),
Libor Čihák (27/0),
Karel Dobš (3/0),
Róbert Galo (1/1),
Václav Hrdlička (3/0),
Miroslav Chytra (22/0),
Miroslav Janů (4/0),
Mário Kaišev (1/0),
Luděk Klusáček (22/2),
Boris Kočí (15/0),
Václav Kolařík (4/0),
Jiří Lang (26/1),
Vítězslav Lavička (12/1),
Marcel Litoš (18/1),
Miroslav Mlejnek (23/0),
Robert Neumann (3/0),
Miroslav Obermajer (1/0),
Gustáv Ondrejčík (5/0),
Rudolf Pavlík (27/5),
Vladimír Rosenberger (5/0),
Štefan Rusnák (8/0),
Vladimír Sadílek (19/0),
Jan Sanytrník (27/5),
David Šindelář (5/0),
Alojz Špak (13/2),
František Tichý (1/0),
Tomáš Urban (14/1),
Stanislav Vlček (19/0),
Alexandr Žitkov (3/0) –
trenéři Jiří Lopata (do 16. kola), Petr Packert (od 17. kola), asistenti Zdeněk Hruška (celou sezonu) a Zdeněk Andrlík (do 15. kola)

### Spartak Trnava
Juraj Kakaš (9/0/2),
Róland Praj (18/0/1),
Ladislav Tóth (4/0/0) –
Igor Bališ (23/1),
Marek Boskovič (17/0),
Roman Bujdák (3/0),
Viliam Duchoň (7/0),
Zdenko Frťala (21/1),
Richard Haša (29/1),
Jaroslav Hrabal (7/0),
Erik Chytil (9/1),
Miloš Jonis (24/0),
František Klinovský (28/3),
Rastislav Kostka (18/1),
Milan Malatinský (24/4),
Miroslav Mičega (23/0),
Jaroslav Michalička (24/0),
Róbert Novák (7/0),
Róbert Ovad (29/1),
Pavol Pavlús (4/0),
Jozef Rybnikár (6/0),
Marián Tibenský (29/4),
Marek Ujlaky (24/3),
Július Zemaník (27/6) –
trenéři Valerián Švec (do 15. kola), Richard Matovič (od 16. kola), asistenti Ivan Haščík (do 15. kola), Josef Geryk